# Lijst van voetbalinterlands Amerikaanse Maagdeneilanden - Montserrat
Deze lijst van voetbalinterlands is een overzicht van alle officiële voetbalwedstrijden tussen de nationale teams van de Amerikaanse Maagdeneilanden en Montserrat. De landen hebben tot op heden twee keer tegen elkaar gespeeld. De eerste ontmoeting, een kwalificatiewedstrijd voor de Caribbean Cup 2014, werd gespeeld in Look Out op 30 mei 2014. Het laatste duel, een kwalificatiewedstrijd voor het Wereldkampioenschap voetbal 2022, vond plaats op 2 juni 2021 in San Cristóbal (Dominicaanse Republiek).

## Wedstrijden
| № | Plaats        | Datum       | Competitie                      | Wedstrijd                                | Uitslag |
| - | ------------- | ----------- | ------------------------------- | ---------------------------------------- | ------- |
| 1 | Look Out      | 30 mei 2014 | Caribbean Cup 2014 kwalificatie | Montserrat − Amerikaanse Maagdeneilanden | 1 − 0   |
| 2 | San Cristóbal | 2 juni 2021 | WK 2022 kwalificatie            | Montserrat − Amerikaanse Maagdeneilanden | 4 − 0   |

## Samenvatting
| Competitie                 | Totaal gespeeld | Winst Am. Maagdeneil. | Gelijk | Winst Montserrat | Doelsaldo Am. Maagdeneil. – Montserrat |
| -------------------------- | --------------- | --------------------- | ------ | ---------------- | -------------------------------------- |
| WK-kwalificatie            | 1               | 0                     | 0      | 1                | 0 − 4                                  |
| Caribbean Cup-kwalificatie | 1               | 0                     | 0      | 1                | 0 – 1                                  |
| Totaal                     | 2               | 0                     | 0      | 2                | 0 – 5                                  |

Wedstrijden bepaald door strafschoppen worden, in lijn met de FIFA, als een gelijkspel gerekend.
USVI Soccer Federation · 
Vrouwenelftal van de Amerikaanse Maagdeneilanden
Interlands
Tegenstander:
Anguilla ·
Antigua en Barbuda ·
Aruba ·
Bahama's ·
Barbados ·
Bermuda ·
Britse Maagdeneilanden ·
Canada ·
Curaçao ·
Dominica ·
Dominicaanse Republiek ·
El Salvador ·
Grenada ·
Guyana ·
Haïti ·
Jamaica ·
Kaaimaneilanden ·
Montserrat ·
Saint Kitts en Nevis ·
Saint Lucia ·
Saint Vincent en de Grenadines ·
Turks- Caicoseilanden
MFA · A-internationals
1990 – 1999 · 
2000 – 2009 · 
2010 – 2019 ·
2020 − 2029
1991 · 
1992 · 
1993 · 
1994 · 
1995 · 
1996 · 
1997 · 
1998 · 
1999 · 
2000 · 
2001 · 
2002 · 
2003 ·
2004 · 
2005 · 
2006 · 
2007 · 
2008 · 
2009 · 
2010 · 
2011 · 
2012 ·
2013 ·
2014 ·
2015 ·
2016 ·
2017 ·
2018 ·
2019 ·
2020 ·
2021 ·
2022 ·
2023 ·
2024 ·
Amerikaanse Maagdeneilanden ·
Anguilla ·
Antigua en Barbuda ·
Aruba ·
Barbados ·
Belize ·
Bermuda ·
Bhutan ·
Britse Maagdeneilanden ·
Curaçao ·
Dominicaanse Republiek ·
El Salvador ·
Grenada ·
Guyana ·
Haïti ·
Kaaimaneilanden ·
Nicaragua ·
Panama ·
Saint Kitts en Nevis ·
Saint Lucia ·
Saint Vincent en de Grenadines ·
Suriname ·
Trinidad en Tobago